# فانيسا فيراري
فانيسا فيراري (بالإيطالية: Vanessa Ferrari) لاعبة جمباز إيطالية من مواليد إيطاليا ( 10نوفمبر 1990 ). وهي من أحد بطلات الجمباز في العالم. أول ظهور لها كان في البطولة الأوروبية عام 2004.

## وصلات خارجية
- فانيسا فيراري على موقع الاتحاد الدولي للجمباز (licence) (الإنجليزية)
- فانيسا فيراري على موقع الاتحاد الدولي للجمباز (biography) (الإنجليزية)
- فانيسا فيراري على موقع اللجنة الأولمبية الدولية (الإنجليزية)
- فانيسا فيراري على موقع أوليمبيديا (الإنجليزية)
- فانيسا فيراري على موقع اللجنة الأولمبية الإيطالية (الإيطالية)
- فانيسا فيراري على موقع CONI honoured athlete website (الإيطالية)

- Vanessa's home page نسخة محفوظة 12 أغسطس 2008 على موقع واي باك مشين.